# Lacrimosa (canção)
Lacrimosa é o quarto single de Kalafina com Wakana Ōtaki, Keiko Kubota e Hikaru Masai. A canção foi lançada no dia 4 de março de 2009.A música foi usada como tema de encerramento e no episódio 14 do anime Black Butler. Foi também disponível uma edição limitada, contendo um DVD bônus.

## Lista de músicas

### CD
Todas as canções escritas e compostas por Yuki Kajiura.
| N.º | Título                     | Duração |  |
| 1.  | "Lacrimosa"                | 4:14    |  |
| 2.  | "Gloria"                   | 3:45    |  |
| 3.  | "Lacrimosa (Instrumental)" | 4:12    |  |

### DVD edição limitada
| N.º | Título                                          | Duração |  |
| 1.  | "Lacrimosa (Video Clip)"                        |         |  |
| 2.  | "Lacrimosa ("Black Butler" Credit-less Ending)" |         |  |